# Velia (hémiptère)
Pour les articles homonymes, voir Velia.
Genre
Velia (les vélies), est un genre d'insectes hémiptères hétéroptères (punaises) semi-aquatiques de la famille des Veliidae. Il comprend une quarantaine d'espèces décrites. 

## Liste des sous-genres et espèces
Selon BioLib (2 avril 2022) :
- sous-genre Velia (Cesavelia) Koçak & Kemal, 2010
  - Velia anderseni Tran, Zettel & Buzzetti, 2009
  - Velia championi Tamanini, 1955
  - Velia laticaudata Tran, Zettel & Buzzetti, 2009
  - Velia longiconnexiva Tran, Zettel & Buzetti, 2009
  - Velia mitrai Basu, Subramanian & D. Polhemus, 2013
  - Velia sinensis Andersen, 1981
  - Velia steelei Tamanini, 1955
  - Velia tomokunii J. Polhemus & D. Polhemus, 1999
  - Velia tonkina D. Polhemus & J. Polhemus, 2003
  - Velia yunnana Tran, Zettel & Buzetti, 2009
- sous-genre Velia (Plesiovelia) Tamanini, 1955
  - Velia affinis Kolenati, 1856
  - Velia africana Tamanini, 1946
  - Velia atlantica Lindberg, 1929
  - Velia caprai Tamanini, 1947
  - Velia concii Tamanini, 1947
  - Velia currens (Fabricius, 1794)
  - Velia eckerleini Tamanini, 1967
  - Velia gridellii Tamanini, 1947
  - Velia hoberlandti Tamanini, 1951
  - Velia ioannis Tamanini, 1971
  - Velia kiritshenkoi Tamanini, 1958
  - Velia lindbergi Tamanini, 1954
  - Velia maderensis Noualhier, 1897
  - Velia mancinii Tamanini, 1947
  - Velia mariae Tamanini, 1971
  - Velia muelleri Tamanini, 1947
  - Velia noualhieri Puton, 1889
  - Velia pelagonensis Hoberlandt, 1941
  - Velia rhadamantha Hoberlandt, 1941
  - Velia sarda Tamanini, 1947
  - Velia saulii Tamanini, 1947
  - Velia serbica Tamanini, 1951
- sous-genre Velia (Velia) Latreille, 1804
  - Velia balcanica Tamanini, 1947
  - Velia nervosa Horváth, 1896
  - Velia rivulorum (Fabricius, 1775)
  - Velia ventralis Puton, 1881
- Velia cornuta Weyenbergh, 1874
- Velia major Puton, 1879
- Velia nama Drake, 1957

### Espèces présentes en Europe
Selon Fauna Europaea: 
- Velia caprai, toute l'Europe, de l'Espagne à la Roumanie
- Velia saulii, Europe
- Velia currens, Suisse et Italie jusqu'à la Serbie
- Velia sarda, Italie, France
- Velia affinis, Italie, Balkans
- Velia concii, Italie, Afrique du Nord
- Velia lindbergi,  Canaries
- Velia maderensis,  Madère
- Velia hoberlandti, Espagne
- Velia noualhieri, Espagne, Afrique du Nord
- Velia gridellii, Italie
- Velia muelleri, Italie, Croatie, Malte
- Velia mancinii, Sud des Balkans
- Velia pelagonensis, Sud des Ballans
- Velia rhadamantha, Grèce, Bulgarie
- Velia serbica, Serbie, Macédoine, Bulgarie
- Velia rivulorum, Espagne, France, Italie, Afrique du Nord